# Baruch Halpern
Pour les articles homonymes, voir Baruch.
Baruch Halpern est un spécialiste américain de la Bible de l'université de Géorgie. Il a été l'élève de Frank Moore Cross, George Ernest Wright, Thomas Oden Lambdin ou encore de Thorkild Jacobsen. Il est aussi un éminent archéologue effectuant des fouilles à Tel Megiddo depuis 1992. Après une licence à Harvard obtenue en 1972 il écrit une analyse politique de la Bible qui a influencé la Recherche

## Source
- (en) Cet article est partiellement ou en totalité issu de l’article de Wikipédia en anglais intitulé « Baruch Halpern » (voir la liste des auteurs).